# Bayel
Bayel – miejscowość i gmina we Francji, w regionie Grand Est, w departamencie Aube.
Według danych na rok 1990 gminę zamieszkiwało 960 osób, a gęstość zaludnienia wynosiła 42 osoby/km².

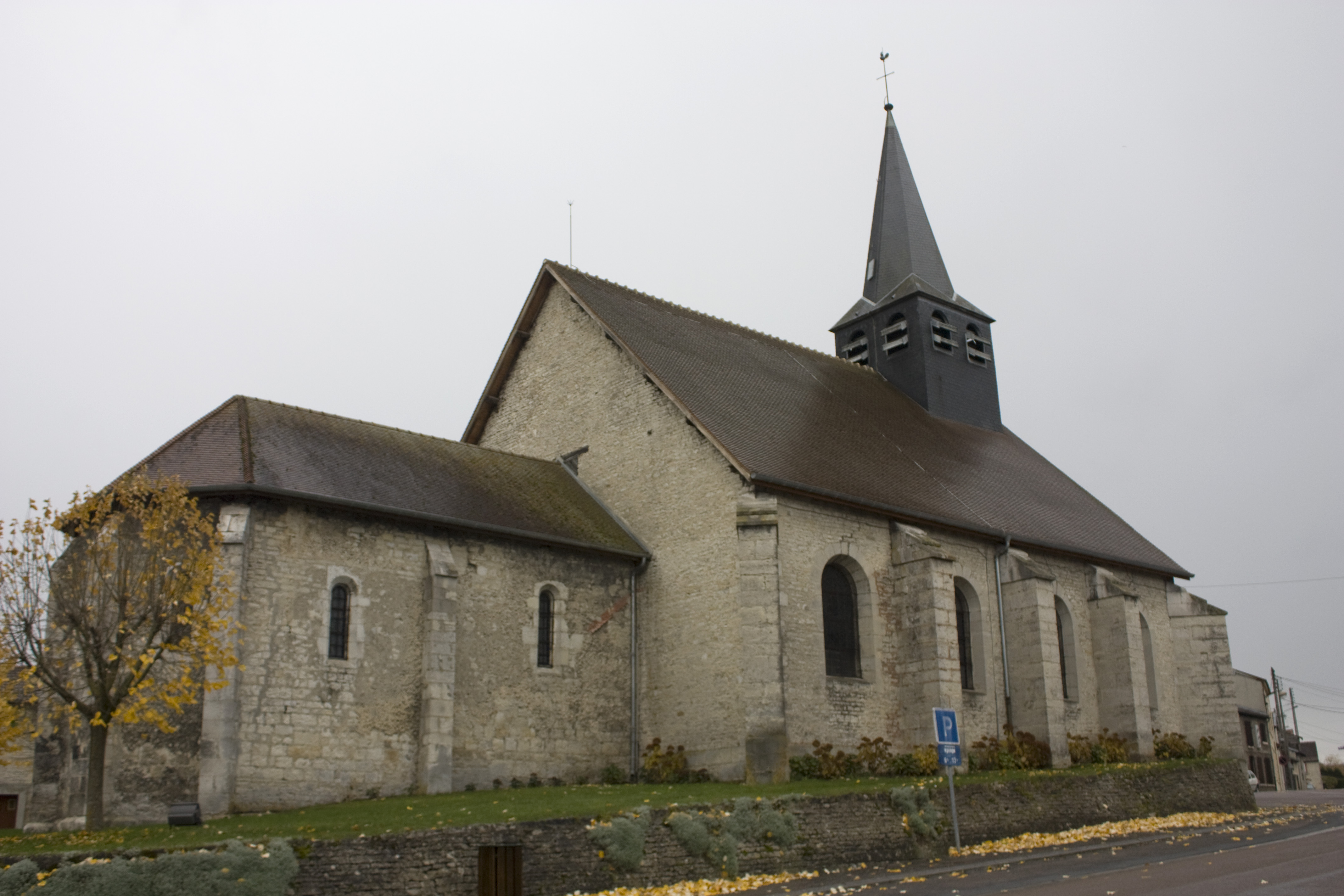
Kościół w Bayel, 2010